# Miss World 1955
| Data:                | 20 października 1955                     |
| Kraj:                | Wielka Brytania                          |
| Miasto:              | Londyn                                   |
| Gala finałowa:       | Lyceum Theatre                           |
| Liczba uczestniczek: | 21                                       |
| Zwyciężczyni:        | Carmen Susana Dujim Zubillaga, Wenezuela |
| Poprzedniczka:       | Antigone Costanda, Egipt                 |
| Następczyni:         | Petra Susanna Schürmann, RFN             |
| -------------------- | ---------------------------------------- |

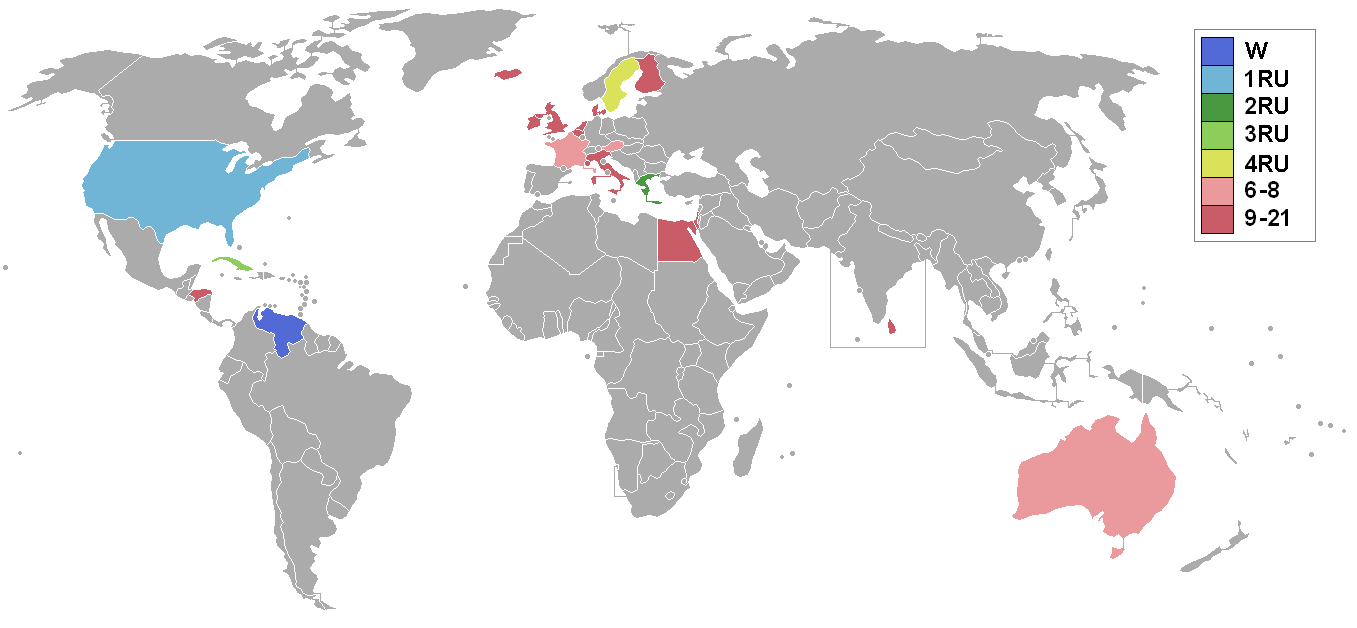
Kraje i terytoria, które wysłały delegacje oraz zajęte miejsce

Miss World 1955 – piąte wybory Miss World. Zostały zorganizowane ponownie w Lyceum Theatre w Londynie. Gala finałowa odbyła się 20 października 1955 r. O tytuł i koronę Miss World walczyło 21 uczestniczek. Wygrała Carmen Susana Dujim Zubillaga, reprezentantka Wenezueli, która jako pierwsza mieszkanka tego kraju otrzymała tytuł Miss World. W konkursie zadebiutowało 6 państw.

## Wyniki
| Wyniki finału   | Uczestniczka/Uczestniczki                                     |
| --------------- | ------------------------------------------------------------- |
| Miss World 1955 | - Wenezuela – Susana Dujim                                    |
| 1. wicemiss     | - Stany Zjednoczone – Margaret Anne Haywood                   |
| 2. wicemiss     | - Grecja – Tzoulia Georgia Koumoundourou                      |
| 3. wicemiss     | - Kuba – Gilda Marín                                          |
| 4. wicemiss     | - Szwecja – Anita Åstrand                                     |
| 5. wicemiss     | - Francja – Gisele Thierry                                    |
| Półfinalistki   | - Australia – Beverly Prowse - Austria – Felicitas Von Goebel |

## Uczestniczki
- Australia – Beverly Prowse
- Austria – Felicitas Von Goebel
- Belgia – Rosette Ghislain
- Cejlon – Viola Sita Gunarate
- Dania – Karin Palm-Rasmussen
- Finlandia – Mirva Orvakki Arvinen
- Francja – Gisele Thierry
- Grecja – Tzoulia Georgia Coumoundourou
- Holandia – Angelina Kalkhoven
- Honduras – Pastora Pagán Valenzuela
- Irlandia – Evelyn Foley
- Islandia – Arna Hjorleifsdóttir
- Izrael – Miriam Kotler
- Kuba – Gilda Marín
- Monte Carlo – Josette Travers
- RFN – Beate Kruger
- Stany Zjednoczone – Margaret Anne Haywood
- Szwecja – Anita Åstrand
- Wenezuela – Carmen Susana Dujim Zubillaga
- Wielka Brytania – Jennifer Chimes
- Włochy – Franca Incorvaia

## Notatki dot. państw uczestniczących

### Debiuty
- Australia
- Austria
- Honduras
- Islandia
- Kuba
- Wenezuela

### Powracające państwa i terytoria
Ostatnio uczestniczące w 1953:
- Izrael
- Monte Carlo

### Państwa i terytoria rezygnujące
- Egipt
- Szwajcaria
- Turcja